# Empis shushaensis
Empis shushaensis är en tvåvingeart som beskrevs av Igor Shamshev 2001. Empis shushaensis ingår i släktet Empis och familjen dansflugor.
Artens utbredningsområde är Azerbajdzjan. Inga underarter finns listade i Catalogue of Life.